# Rosana Alvarado
Rosana Alvarado Carrión (Cuenca, 19 de febrero de 1977) es una abogada y política feminista ecuatoriana.

## Biografía
Nació el 19 de febrero de 1977 en Cuenca, provincia de Azuay. Realizó sus estudios superiores en la Universidad del Azuay, donde obtuvo los títulos de abogada y licenciada en comunicación social.
Antes de entrar a la política fue miembro de la Corporación Latinoamericana para el Desarrollo y Projusticia. También fue coordinadora del programa Escuela de Gobierno y Liderazgo.
Fue representante de la Provincia de Azuay en la Asamblea Constituyente de 2007 por el movimiento oficialista Alianza PAIS. En la Asamblea se posicionó como una de las voces progresistas dentro del oficialismo, mostrándose, por ejemplo, a favor del matrimonio igualitario.
Entre 2008 y 2009 fue vicepresidenta de la comisión de lo civil y penal en la Comisión Legislativa y de Fiscalización de Ecuador.

### Asambleísta Nacional (2009 - 2017)

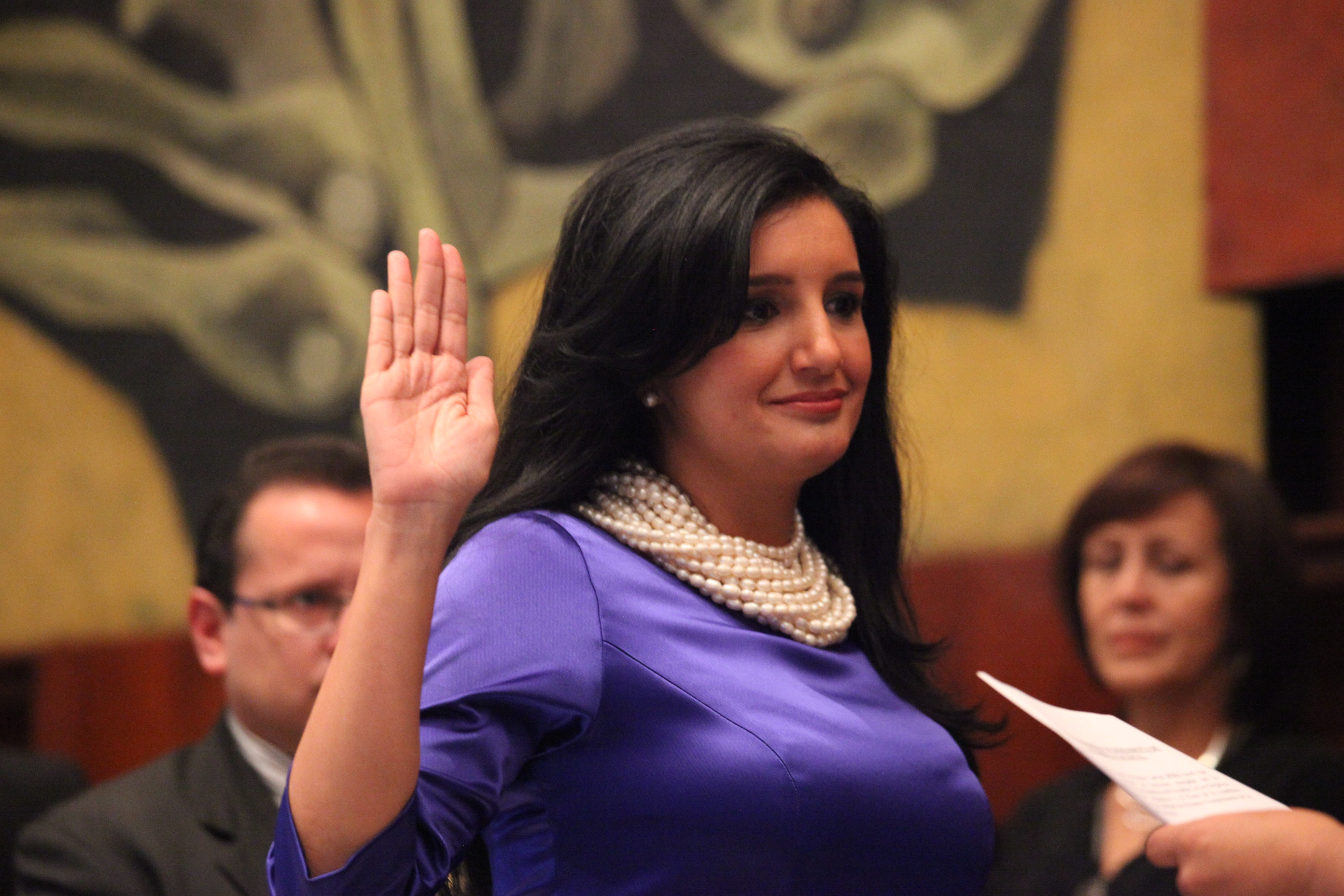
Rosana Alvarado durante su investidura como vicepresidenta de la Asamblea Nacional.

En las elecciones legislativas de 2009 fue elegida asambleísta nacional en representación de la provincia de Azuay por Alianza PAIS. Durante el periodo legislativo formó parte de la comisión legislativa de justicia y estructura del Estado. También fue presidenta de la comisión de biodiversidad y recursos naturales (entre 2009 y 2013).
Para las elecciones legislativas de 2013 fue reelegida como asambleísta por Azuay. Una vez instalada la Asamblea fue nombrada primera vicepresidenta de la misma. Así mismo, durante la sesión inaugural, nominó a dos miembros de los partidos Avanza y CREO para que ocupen dos vocalías del consejo de administración legislativo, aun cuando PAIS pudo haberse adjudicado todos los puestos, aseverando que lo hacía en honor al "espíritu democrático de contribución".
Durante su tiempo en la Asamblea trabajó por varios proyectos de ley que buscaban proteger los derechos de las mujeres. En febrero de 2013 presentó reformas al Código Civil que buscaban, entre otras cosas, equiparar la edad mínima necesaria para contraer matrimonio y unilateralizar el proceso de divorcio, para evitar chantajes a las mujeres.
También se mostró a favor de la despenalización del aborto en casos de violación durante el debate sobre el tema en la Asamblea a mediados de 2013, y a favor de la tipificación del delito de femicidio dentro del Código Penal, calificando el cambio como "crucial".

### Ministra de Justicia (2017 - 2018)
En mayo de 2017 fue nombrada Ministra de Justicia por el presidente Lenín Moreno. Desde su cargo fue la encargada de implementar el Plan Nacional de Erradicación de Violencia de Género, que impulsó medidas tales como campañas de prevención, información sobre la problemática y ejecución de estudios para identificar zonas críticas.
El 25 de agosto de 2017 presentó en la Asamblea Nacional el borrador del proyecto de ley que eventualmente se convirtió en la Ley Orgánica para la Prevención y Erradicación de la Violencia contra las Mujeres y que estableció, entre otras medidas, un sistema de protección para mujeres, mecanismos para diferenciar los distintos tipos de violencia y la implementación de medidas administrativas inmediatas para socorrer a mujeres agredidas.
A principios de enero de 2018 fue incluida por el presidente Moreno como tercera en la terna para elegir al nuevo Vicepresidente de la República, luego de que el vicepresidente Jorge Glas quedara cesado de sus funciones al ausentarse del cargo por más de tres meses debido a su supuesta implicación en el Caso Odebrecht. La terna incluyó además a la ministra de vivienda María Alejandra Vicuña y a la canciller María Fernanda Espinosa. El 6 de enero se llevó a cabo la votación en la Asamblea Nacional y se eligió como Vicepresidenta Constitucional a la ministra Vicuña.
El 23 de agosto de 2018 presentó su renuncia al cargo luego de que el presidente Moreno anunciara la supresión del Ministerio de Justicia como medida para ahorrar recursos del Estado.

## Controversias

### Juicio al fiscal Pesántez
En abril de 2010 fue una de los asambleístas que intentaron enjuiciar políticamente al entonces fiscal general, Washington Pesántez, por incumplimiento de sus funciones y nepotismo, tema que creó roces entre los miembros del partido oficialista. Alvarado criticó abiertamente a sus coidearios contrarios al juicio y los llamó "asambleístas hipotecados" y "pesantistas". El presidente Rafael Correa se posicionó a favor del fiscal Pesántez e impelió a los asambleístas demandantes a renunciar a su inmunidad parlamentaria si querían continuar con el mismo. Alvarado mostró pesar por las declaraciones del presidente y criticó que haya opinado sobre el tema. El intento de juicio contra el fiscal finalmente fracasó cuando la moción presentada por los interpelantes consiguió 51 votos (de los 63 requeridos).

### Demanda de Dalo Bucaram
En agosto de 2010 fue demandada, junto con el presidente Correa y otros funcionarios gubernamentales, por el asambleísta del Partido Roldosista Ecuatoriano (PRE) Dalo Bucaram, luego de dar declaraciones respecto a una acción de protección interpuesta por el Ministerio de Inclusión Económica y Social contra Bucaram por haber presentado fotos de sus hijos en el diario El Universo. En las declaraciones, Alvarado aseveró que Bucaram buscaba realizar un melodrama en los medios acusando al gobierno de querer quitarle a sus hijos, asegurando que ese no era el caso y que además no sabrían "qué hacer con los hijos del PRE".
La asambleísta también recibió críticas del expresidente de la república y padre de Dalo, Abdalá Bucaram Ortiz. Una vez que se enteró de la demanda, Alvarado se pronunció en Twitter diciendo que consideraba una medalla la demanda del PRE. La querella fue desestimada por un Tribunal del Guayas a los pocos días.